# Generosa Cortina Roig

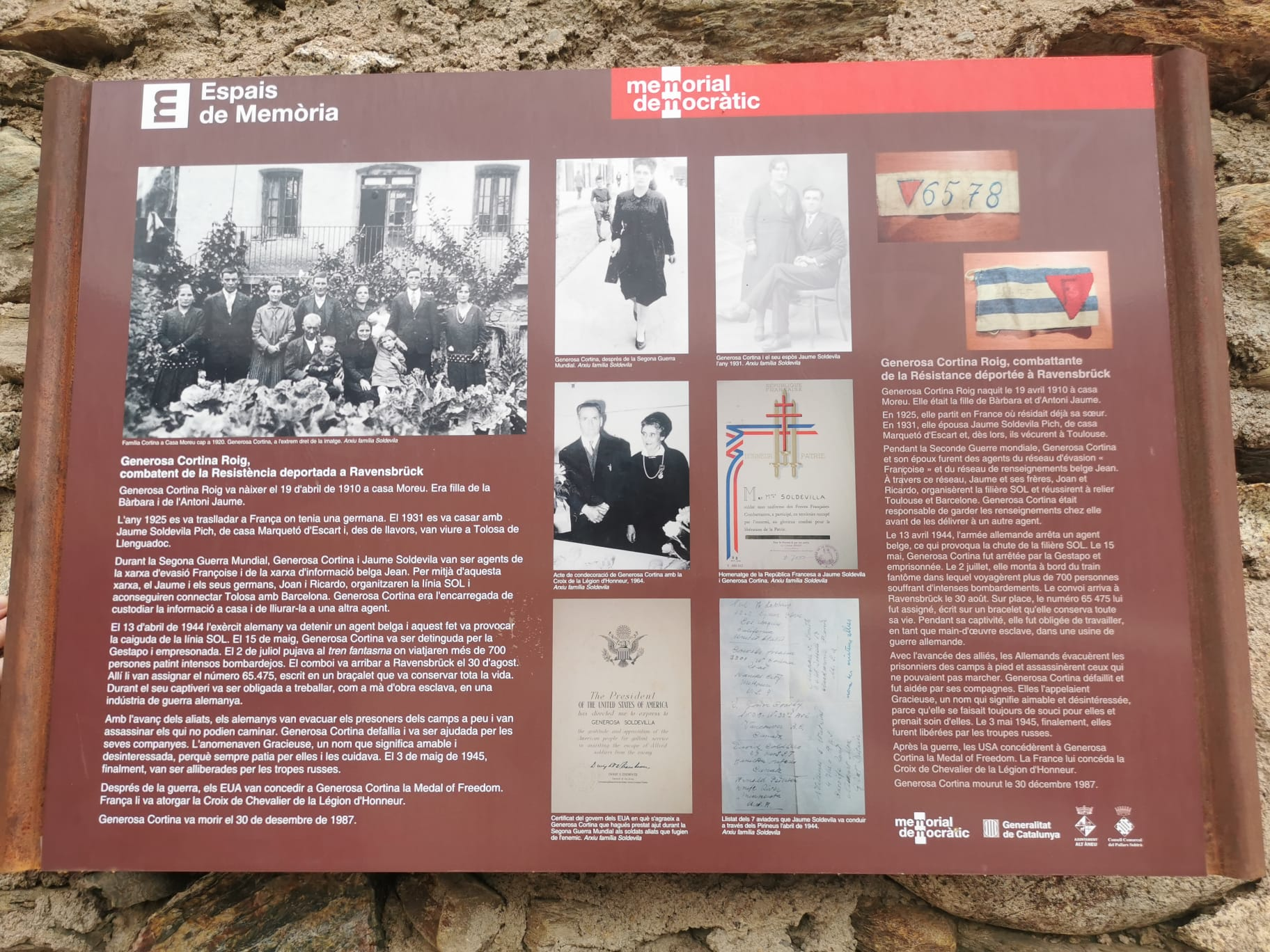
Atril informativo de memoria histórica. Generosa Cortina Rojo

Generosa Cortina Roig (Son-Alt Àneu, 19 de abril de 1910 - Toulouse, 30 de diciembre de 1987) fue una mujer pallaresa, agente de la Resistencia Antinazi durante la Segunda Guerra Mundial. Formó parte de la red de evasión Françoise y la Línea SOL (red de información belga De Jean). Capturada por la Gestapo y deportada, sobrevivió al campo de concentración de Ravensbrück. Fue condecorada por los gobiernos de Francia y de EE. UU.

## Biografía
Nacida en Son (Alt Àneu), Pallars Sobirà) era hija de Bárbara y Antoni Jaume, de casa Moreu. Por motivos económicos, en 1925 emigró a Francia, a Granjas de Olt, donde ya vivía una hermana suya. Allí conoció a Jaume Soldevila Pich, nacido en 1906 en Casa Marquetó de Escart, se casaron en 1931 y se instalaron en Toulouse, donde él trabajó de mecánico.
Durante la Segunda Guerra Mundial, Generosa Cortina y su marido fueron miembros de la red de evasión Françoise y de la red de información belga De Jean. Por medio de estas redes, Jaume Soldevila y sus hermanos, Joan y Ricardo Soldevila Pich, consiguieron organizar la línea SOL (a partir del apellido «Soldevila») y conectar Toulouse con Barcelona. Cortina era la encargada de custodiar la información y los paquetes que llegaban de Barcelona a otros contactos.
El 13 de abril de 1944 el ejército alemán detuvo a un agente belga y este hecho provocó la caída de la línea SOL. El 15 de mayo, Generosa Cortina fue detenida por la Gestapo, torturada y encarcelada. El 2 de julio, bajo intensos bombardeos, fue obligada a subir al tren fantasma, cargado con más de setecientas personas, en dirección a Ravensbrück donde había varias catalanas, como Neus Català, Maria del Carme Gardell o Sabina Bartolí. Le asignaron un brazalete con el núm. 65.475 —que conservó toda su vida— y fue obligada a trabajar, como mano de obra esclava, en la industria de guerra.
Con el avance de los aliados, los nazis asesinaron a todas las mujeres enfermas y débiles del campo, y las demás, obligadas a caminar, fueron evacuadas. Generosa Cortina fue ayudada por algunas compañeras que la llamaban la gracieuse, por su gentileza y buen carácter. El 3 de mayo fueron liberadas por las tropas rusas.
Después de la guerra, en 1947 el gobierno de Estados Unidos concedió a ella y a su marido la Medal of freedom, y en 1962 el gobierno francés La Croix de Chevalier de la legión de honneur.
Generosa Cortina Roig murió en Toulouse el 30 de diciembre de 1987.